# ユルスナール (小惑星)
ユルスナール (7020 Yourcenar) は小惑星帯に位置する小惑星。ベルギーの天文学者エリック・ヴァルター・エルストがヨーロッパ南天天文台で発見した。
フランスの小説家マルグリット・ユルスナールに因んで命名された。